# Dayaris Mestre
Dayaris Mestre Álvarez, née le 20 novembre 1986 à Sancti Spíritus (Cuba), est une judokate cubaine.

## Palmarès international en judo
| Jeux panaméricains         | Jeux panaméricains | Jeux panaméricains |
| Année                      | Médaille           | Catégorie          |
| -------------------------- | ------------------ | ------------------ |
| 2011                       | argent             | –48 kg             |
| 2015                       | or                 | –48 kg             |
| Championnats panaméricains |                    |                    |
| Année                      | Médaille           | Catégorie          |
| 2006                       | bronze             | –44 kg             |
| 2010                       | argent             | –48 kg             |
| 2011                       | argent             | –48 kg             |
| 2012                       | or                 | –48 kg             |
| 2013                       | argent             | –48 kg             |
| 2014                       | or                 | –48 kg             |
| 2015                       | bronze             | –48 kg             |
| 2016                       | bronze             | –48 kg             |